# 薭生村
薭生村（ひうむら）は、かつて新潟県北魚沼郡にあった村。

## 沿革
- 1889年（明治22年）4月1日 - 町村制施行に伴い北魚沼郡薭生村が村制施行し、薭生村が発足。
- 1901年（明治34年）11月1日 - 北魚沼郡上川村と合併して、薭生村を新設。
- 1929年（昭和4年）3月1日 - 村域を二分割し、次のとおり隣接自治体に編入され消滅。
  - 大字薭生 → 北魚沼郡小千谷町
  - 大字相川・武道窪・荒谷・牛ケ島・牛ケ島新田 → 北魚沼郡川口村